# Radosław Gaziński
Radosław Wojciech Gaziński (ur. 1960) – polski historyk, profesor nauk humanistycznych.
Specjalizuje się w archiwistyce, historii nowożytnej, Pomorzu XVI–XVIII wieku. Pełni funkcje Dyrektora Biblioteki Głównej Uniwersytetu Szczecińskiego oraz kierownika Zakładu Historii Nowożytnej i Archiwistyki w Instytucie Historii i Stosunków Międzynarodowych tej uczelni. Jest przewodniczącym rady naukowej internetowej Encyklopedii Pomorza Zachodniego.

## Ważniejsze publikacje
- Handel morski Szczecina w latach 1720-1805 (2000)
- Herby i motywy heraldyczne na monetach zachodniopomorskich (2005, wraz z Genowefą Horoszko)
- Szczecin-Skolwin (2007, wraz z Piotrem Fiukiem)
- Prusy a handel solą w Rzeczpospolitej w latach 1772-1795 (2007)
- Ziemiom Odzyskanym umysł i serce: Henryk Lesiński, uczonego życie i dzieło (2010, wraz z Włodzimierzem Stępińskim)